# 辻初樹
辻 初樹（つじ はつき、1950年 - ）は、日本の男性アニメーター、アニメ演出家、アニメ監督。北海道出身。

## 経歴
アニメに関わる以前、少女コミック誌系の月刊誌でいくつか作品を発表したことがある。当時の和田慎二や柴田昌弘に近い絵柄だった。
アニメ当初は東京ムービー（後のトムス・エンタテインメント）作品を手掛け、その後ぎゃろっぷに所属していた時期があった。退社後はフリーランスという立場で活動している。数々のアニメ作品に参加し、絵コンテ・演出・作画監督を一人でこなすこともある。
監督としての代表作は『姫ちゃんのリボン』や『赤ずきんチャチャ』。近年では『遊☆戯☆王デュエルモンスターズGX』、『ライブオン CARDLIVER 翔』、『カードファイト!! ヴァンガード』のようなカードバトル物の監督も務めた。
『ルパン三世』シリーズには第2シリーズ以降全てのテレビシリーズに演出、作画等で関わり続けており、2019年の『ルパン三世 プリズン・オブ・ザ・パスト』では監督を務めた。本人は以前から「監督をやらせてください」と言っていたが、片手間では出来ない作品のため、なかなかタイミングが合わなかったことや、「『ルパン三世』の監督は自分にとっての夢でもありました」と述べている。

## 参加作品

### テレビアニメ
1977年
- ルパン三世 第2シリーズ（1977年 - 1980年、原画）

1981年
- じゃりン子チエ（TV第1シリーズ、1981年 - 1983年、原画）

1984年
- ルパン三世 PARTIII（1984年 - 1985年、作画監督）
- チックンタックン（原画）
- 名探偵ホームズ（1984年 - 1985年、原画）

1985年
- タッチ（1985年 - 1987年、作画監督）
- ダーティペア（ストーリーボード・作画監督）
- ハイスクール!奇面組（1985年 - 1987年、作画監督）※8〜26話うち一部の回のみ参加

1987年
- アニメ三銃士（1987年、サブキャラクターデザイン・作画監督・原画）

1989年
- ミラクルジャイアンツ童夢くん（1989年 - 1990年、キャラクターデザイン・総作画監督）
- がきデカ（1989年 - 1990年、コンテ・演出・総作画監督・作画監督）※総作画監督・作画監督は『榎本たけあき』名義

1990年
- RPG伝説ヘポイ（1990年 - 1991年、キャラクターデザイン・総作画監督・作画監督・絵コンテ・演出）

1991年
- ゲンジ通信あげだま（1991年 - 1992年、キャラクターデザイン・総作画監督・作画監督・絵コンテ・演出）

1992年
- 姫ちゃんのリボン（1992年 - 1993年、監督）

1994年
- 赤ずきんチャチャ（1994年 - 1995年、監督）

1996年
- るろうに剣心 -明治剣客浪漫譚-（1996年 - 1998年、作画監督・原画・オープニング作画）
- こちら葛飾区亀有公園前派出所（1996年 - 2004年、絵コンテ・演出・原画）※原画は『榎本たけあき』名義

1997年
- ポケットモンスター（1997年 - 2002年、絵コンテ・原画）

1998年
- 頭文字D（作画監督）

1999年
- 魔装機神サイバスター（作画監督）

2000年
- トランスフォーマー カーロボット（キャラクターデザイン・絵コンテ）
- 遊☆戯☆王デュエルモンスターズ（2000年 - 2004年、絵コンテ・作画監督・原画）※原画は『榎本たけあき』名義

2001年
- 鋼鉄天使くるみ2式（絵コンテ）
- ポケットモンスタークリスタル ライコウ雷の伝説（絵コンテ・原画）
- フィギュア17 つばさ&ヒカル（2001年 - 2002年、演出）

2002年
- ポケットモンスター アドバンスジェネレーション（2002年 - 2006年、絵コンテ）
- ポケットモンスター サイドストーリー（2002年 - 2004年、絵コンテ）

2003年
- コロッケ!（2003年 - 2005年、絵コンテ）

2004年
- 遊☆戯☆王デュエルモンスターズGX（2004年 - 2008年、監督）

2006年
- 遊☆戯☆王デュエルモンスターズALEX（絵コンテ）※日本未公開

2008年
- MAJOR 第4シリーズ（絵コンテ）
- ヴァンパイア騎士 Guilty（絵コンテ）
- ライブオン CARDLIVER 翔（2008年 - 2009年、監督）

2009年
- 名探偵コナン（2009年 - 2010年・2022年-、絵コンテ、原画）

2010年
- MAJOR 第6シリーズ（絵コンテ）

2011年
- カードファイト!! ヴァンガード（2011年 - 2012年、監督）

2012年
- カードファイト!! ヴァンガード アジアサーキット編（2012年 - 2013年、監督）

2013年
- カードファイト!! ヴァンガード リンクジョーカー編（2013年 - 2014年、監督）

2014年
- カードファイト!! ヴァンガード レギオンメイト編（監督）
- 戦国BASARA Judge End（原画）

2015年
- ルパン三世 PART IV（作画監督）
- クロスアンジュ 天使と竜の輪舞（作画監督）
- ヒーローバンク（絵コンテ）
- ポケットモンスター XY（原画）
- ミリオンドール（絵コンテ・演出）

2016年
- パンでPeace!（監督）
- 12歳。〜ちっちゃなムネのトキメキ〜（絵コンテ）
- ReLIFE（絵コンテ）
- D.Gray-man HALLOW（絵コンテ・原画）

2017年
- カードファイト!! ヴァンガードG NEXT（絵コンテ）
- 月がきれい（作画監督）
- ナナマル サンバツ（絵コンテ）
- コンビニカレシ（作画監督）
- 王様ゲーム The Animation（作画監督）

2018年
- ルパン三世 PART5（絵コンテ・演出）
- 千銃士（絵コンテ）

2019年
- ルパン三世 プリズン・オブ・ザ・パスト（監督）

2020年
- 異常生物見聞録（絵コンテ・演出）

2021年
- ルパン三世 PART6（2021年 - 2022年、絵コンテ、演出、エピソードディレクター、原画）
- 妖怪学園Y 〜Nとの遭遇〜（絵コンテ）
- メガトン級ムサシ（絵コンテ）

2022年
- 勇者、辞めます（絵コンテ）
- 阿波連さんははかれない（絵コンテ）

2023年
- 老後に備えて異世界で8万枚の金貨を貯めます（絵コンテ）
- HIGH CARD（絵コンテ）
- ライアー・ライアー（絵コンテ）
- MFゴースト（絵コンテ）

2024年
- 七つの大罪 黙示録の四騎士（絵コンテ）
- 君は冥土様。（絵コンテ）

2025年
- ギルドの受付嬢ですが、残業は嫌なのでボスをソロ討伐しようと思います（絵コンテ）
- 勇者パーティーを追放された白魔導師、Sランク冒険者に拾われる 〜この白魔導師が規格外すぎる〜（絵コンテ）

### 劇場アニメ
1997年
- るろうに剣心 -明治剣客浪漫譚- 維新志士への鎮魂曲（監督・キャラクターデザイン・総作画監督）

2000年
- 劇場版ポケットモンスター 結晶塔の帝王 ENTEI（絵コンテ・原画）

2001年
- 劇場版ポケットモンスター セレビィ 時を超えた遭遇（原画）

2002年
- 劇場版ポケットモンスター 水の都の護神 ラティアスとラティオス（作画監督・原画）

2003年
- 劇場版ポケットモンスター アドバンスジェネレーション 七夜の願い星 ジラーチ（絵コンテ・原画）

2004年
- 遊☆戯☆王デュエルモンスターズ 光のピラミッド（監督）

2006年
- 劇場版ポケットモンスター アドバンスジェネレーション ポケモンレンジャーと蒼海の王子 マナフィ（原画）

2008年
- 劇場版ポケットモンスター ダイヤモンド&パール ギラティナと氷空の花束 シェイミ（原画）

2009年
- 劇場版ポケットモンスター ダイヤモンド&パール アルセウス 超克の時空へ（原画）

2010年
- 昆虫物語 みつばちハッチ〜勇気のメロディ〜（原画）

2011年
- 劇場版イナズマイレブンGO 究極の絆 グリフォン（原画）

2015年
- ポケモン・ザ・ムービーXY 光輪の超魔神 フーパ（原画）

### OVA
1987年
- マップス 伝説のさまよえる星人たち（キャラクターデザイン・作画監督）
- 夢幻紳士 冒険活劇篇（監督・キャラクターデザイン）

1995年
- 赤ずきんチャチャ OVAシリーズ（1995年 - 1996年、監督）

2010年
- 名探偵コナン KID in TRAP ISLAND（絵コンテ）

### Webアニメ
2017年
- 超游世界（監督）

2021年
- 爆丸ジオガンライジング（絵コンテ）

2022年
- 爆丸エボリューションズ（絵コンテ）

### ゲーム
1996年
- 赤ずきんチャチャ 〜お騒がせ!パニックレース!〜（監督・キャラクターデザイン）

2009年
- イナズマイレブン2 脅威の侵略者（ゲーム劇中アニメーション原画）